# بيل مايلز
بيل مايلز (بالإنجليزية: Bill Miles)‏ هو منتج أفلام ومخرج أمريكي، ولد في 19 أغسطس 1931 في هارلم في الولايات المتحدة، وتوفي في 12 مايو 2013 في كوينز في الولايات المتحدة.

## وصلات خارجية
- بيل مايلز على موقع IMDb (الإنجليزية)